# Chasseradès
Chasseradès is een plaats en voormalige gemeente in het Franse departement Lozère in de regio Occitanie en telt 150 inwoners (1999). De plaats maakt deel uit van het arrondissement Mende.

## Geschiedenis
Chasseradès is op 1 januari 2017 gefuseerd met de gemeenten Bagnols-les-Bains, Belvezet, Le Bleymard, Mas-d'Orcières en Saint-Julien-du-Tournel tot de gemeente Mont Lozère et Goulet. 

## Geografie
De oppervlakte van Chasseradès bedraagt 75,5 km², de bevolkingsdichtheid is 2,0 inwoners per km².
De onderstaande kaart toont de ligging van Chasseradès met de belangrijkste infrastructuur en aangrenzende gemeenten.

## Demografie
Onderstaande figuur toont het verloop van het inwonertal.
Bagnols-les-Bains · Belvezet · Le Bleymard · Chasseradès · Mas-d'Orcières · Saint-Julien-du-Tournel